# بونگاری، کوئینزلند
بونگاری (به انگلیسی: Bongaree) یک حومه شهر در استرالیا است که در کوئینزلند واقع شده‌است.